# إنترتينمنت ويكلي
انترتينمنت ويكلي (تختصر أحيانا إلى إي دبليو) هي مجلة أمريكية، نشرت من قبل تايم المقسمة من تايم وارنر، التي تغطي السينما، التلفزيون، الموسيقى، مسارح برودواي، كتب والثقافة الشعبية. تعتبر شقيقة لمجلة بيبول ويكلي. على عكس المنشورات التي تركز على المشاهر مثل أص ويكلي، والمذكورة مسبقاً بيبول ويكلي، وإن توتش ويكلي، تركز انترتينمنت ويكلي في المقام الأول على وسائل الترفيه الإعلامية والنقد الفني. على عكس فارايتي وذا هوليوود ريبورتر، والتي تهدف إلى العاملون في مجال الموسيقى، انترتينمنت ويكلي تستهدف جمهوراً أكثر عمومية.

## روابط خارجية
- إنترتينمنت ويكلي على موقع روتن توميتوز (الإنجليزية)